# Laurent Nuñez

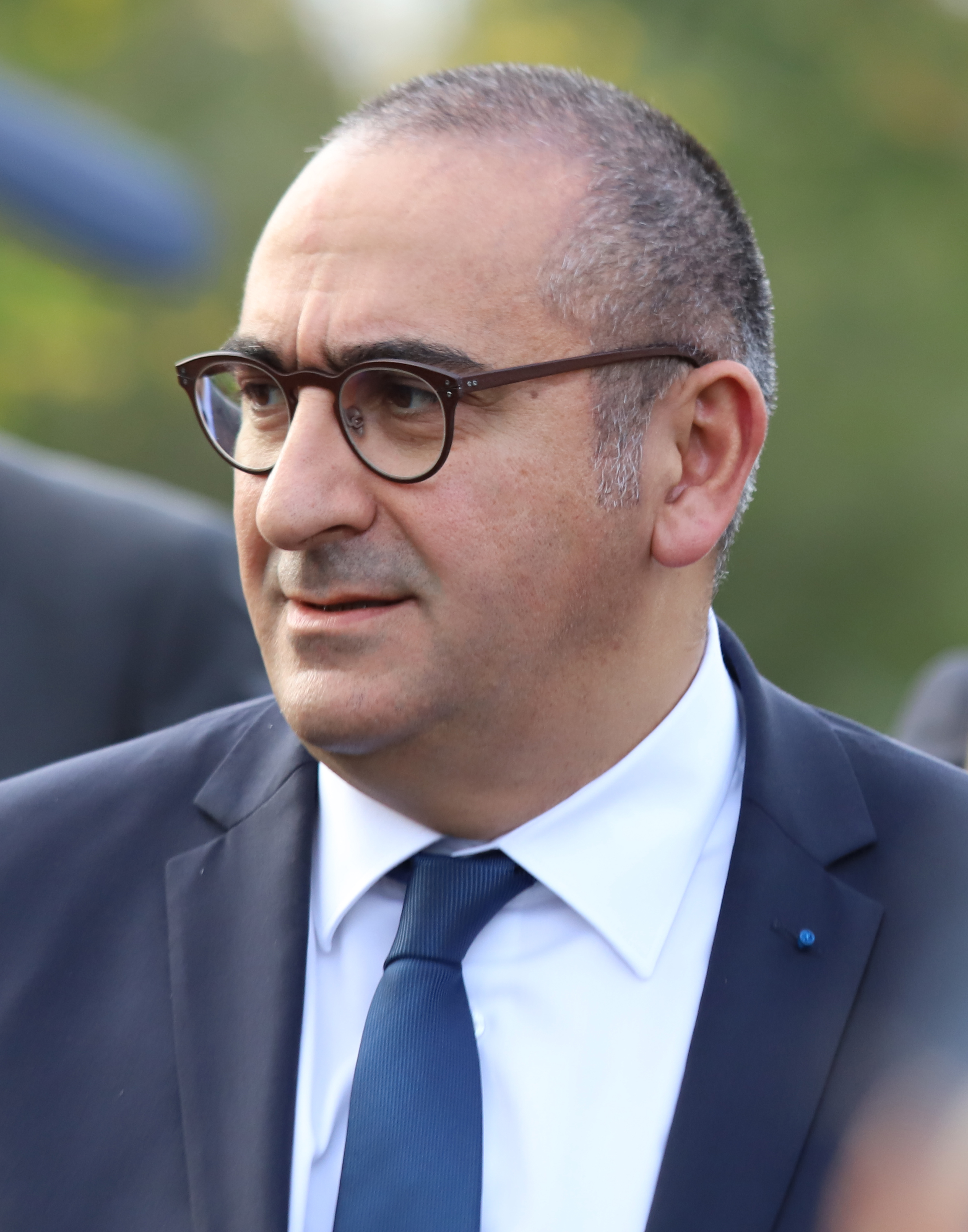
Laurent Nuñez (2019)

Laurent Nuñez (auch Nunez, * 1964 in Bourges, Département Cher) ist ein französischer Regierungsbeamter und Politiker. Von 2017 bis 2018 war er Leiter des Inlandsgeheimdienstes Direction générale de la sécurité intérieure (DGSI). Von Oktober 2018 bis Juli 2020 war er Staatssekretär im französischen Innenministerium. Am 20. Juli 2022 wurde er Polizeipräfekt von Paris.

## Leben und Wirken
Laurent Nuñez wurde in Bourges als Sohn einer Familie von Pieds-noirs geboren. Nuñez’ Mutter war Volksschullehrerin, sein Vater Architekt. Laurent Nuñez studierte Rechtswissenschaften in Tours und schloss mit einer Licence in allgemeinem Recht und einer Maîtrise in öffentlichem Recht ab. 1987 schloss er die École nationale des impôts ab; seine berufliche Laufbahn begann er 1989 als Steuerinspektor.
Nachdem er den internen Aufnahme-Concours der Elite-Verwaltungshochschule École nationale d’administration (ENA) bestanden hatte, studierte er dort von 1997 bis zum Abschluss 1999. Anschließend war er zunächst weiter in der Finanzverwaltung tätig. Ab 2003 arbeitete er in der Präfektur des Départements Haute-Saône, bevor er 2005 eine Stelle im französischen Innenministerium antrat, wo er für Laufbahnangelegenheiten von Präfekten zuständig war. Im Jahr 2008 trat er eine Stelle im Département Seine-Saint-Denis als Directeur de cabinet des dortigen Präfekten im Hauptort Bobigny an. In seiner darauf folgenden Stelle als Unterpräfekt von Bayonne musste er sich zum ersten Mal in seiner beruflichen Tätigkeit mit dem Thema des Terrorismus befassen, und zwar im Zusammenhang mit der baskischen Untergrundorganisation ETA.
2012 kehrte er nach Paris zurück, wo er Directeur de cabinet des Polizeipräfekten der Hauptstadt wurde. Diese Stelle hatte er bis 2015 inne, als er Polizeipräfekt des Départements Bouches-du-Rhône, also des Großraums Marseille, wurde. Dort war er maßgeblich mit der Bekämpfung von Bandenkriminalität befasst.
Im Jahr 2017 wurde er Leiter der aktiven Dienste der Police nationale sowie der DGSI, an deren Spitze er Patrick Calvar ablöste. Nur etwas mehr als ein Jahr später, am 16. Oktober 2018, berief ihn Staatspräsident Emmanuel Macron zum Staatssekretär im Innenministerium, zeitgleich mit der Berufung von Christophe Castaner als Innenminister. Als Nuñez’ Hauptaufgabe wurde bei der Ernennung die Koordination der Polizei- und Nachrichtendienste genannt.
Am 15. Juli 2020, etwa eine Woche nach der Abberufung Castaners vom Amt des Innenministers, wurde Nuñez Coordonnateur national du renseignement et de la lutte contre le terrorisme („nationaler Koordinator der Nachrichtendienste und des Kampfes gegen den Terrorismus“, CNRLT) und damit Leiter einer dem Staatspräsidenten berichtenden Arbeitsgruppe zur Analyse terroristischer Bedrohung und zur Erarbeitung von Vorschlägen zur Ausrichtung der Nachrichtendienste. Sein Vorgänger auf diesem Posten, Pierre de Bousquet de Florian, war Directeur de cabinet des neuen Innenministers Gérald Darmanin geworden.
Am 20. Juli 2022 ernannte Staatspräsident Macron Nuñez zum Polizeipräfekten von Paris. Nuñez wurde damit Nachfolger von Didier Lallement, der den Posten seit März 2019 innegehabt hatte.